# Georg Wilhelm Wilhelmy
Georg Wilhelm Wilhelmy (auch Wilhelmi) (* 1748 in Weißenbach in Nordhessen; † März 1806 in Oldendorf) war ein deutscher Orgelbauer, der anfangs in Nordhessen und dann von 1781 bis 1806 in Stade tätig war.

## Leben
Georg Wilhelm Wilhelm, wie er zunächst hieß, wurde als Sohn des Müllers Georg Wilhelm am 11. Januar 1748 in Weißenbach getauft. Bei seinem 15 Jahre älteren Halbbruder Georg Peter Wilhelm (1733–1806), der 1771 zum Hoforgelbauer in Kassel berufen wurde, lernte er fünf Jahre lang das Orgelbauhandwerk. Als der Bruder 1766 nach Kassel übersiedelte, übernahm er dessen Werkstatt in Weißenbach. Da ihn die Gleichheit seines Zweitnamens und Familiennamens störte, fügte er seinem Nachnamen ein „i“, später ein „y“ an.
Anlässlich einer Reparatur der Orgel von St. Cosmae et Damiani in Stade siedelte er 1781 mit seiner Familie dorthin um, wurde ein Bewunderer des Barockorgelbauers Arp Schnitger aus Schmalenfleth bei Brake und prägte in der Folgezeit die Orgellandschaft zwischen Elbe und Weser. Dort widmete er sich hauptsächlich der Pflege und Wartung der Instrumente seines großen Vorbildes. Er gehörte bald zu den gefragtesten Orgelmachern der Herzogtümer Bremen und Oldenburg.
Seine Neubauten erstellte Wilhelmy ausschließlich im Stil Schnitgers. Heute gilt er als Bindeglied zwischen Barock und Klassizismus, da er noch im ausgehenden 18. und beginnenden 19. Jahrhundert seine Orgeln ausschließlich im Stil des norddeutschen Orgelbarocks baute. Von seinen Instrumenten sind die meisten den Flammen oder auch dem „Zeitgeist“ zum Opfer gefallen. Die vermutlich letzte erhaltene Orgel von Wilhelmy befindet sich in der St.-Gallus-Kirche in Altenesch-Süderbrook.
Als Wilhelmy während der Umbauarbeiten an der Orgel in Oldendorf im März 1806 starb, übernahm sein Sohn Johann Georg Wilhelm Wilhelmy die Werkstatt des Vaters.

## Werkliste
| Jahr      | Ort                         | Kirche                  | Bild | Manuale | Register | Bemerkungen |
| --------- | --------------------------- | ----------------------- | ---- | ------- | -------- | --- |
| 1775      | Steinkirchen                | St. Martin              |      | II/P    | 28       | Reparatur und kleiner Umbau der Orgel von Arp Schnitger (1685–1687); ein Register durch Wilhelmy ersetzt, das noch erhalten ist                                                                                             |
| 1776–1778 | Oberndorf (Oste)            | St.-Georgskirche        |      |         |          | Umbau; nicht erhalten |
| 1777/1803 | Mittelnkirchen              | St. Bartholomäus        |      | II/P    | 32       | Reparatur der Orgel von Arp Schnitger (1688) und kleine Dispositionsänderung → Orgel von St. Bartholomäus (Mittelnkirchen)                                                                                                  |
| 1779–1780 | Visselhövede                | St.-Johannis-Kirche     |      |         |          | Gehäuse erhalten |
| 1782      | Stade                       | St. Cosmae et Damiani   |      | III/P   | 42       | Kleine Dispositionsänderung der Orgel von Berendt Hus und Arp Schnitger (1668–1675/88), die nicht erhalten ist, wohl aber der Großteil der Orgel von Hus/Schnitger → Orgel von St. Cosmae et Damiani (Stade)                |
| 1778/1783 | Grünendeich                 | St. Marien              |      | II/p    | 17       | Reparatur und Umbau der Orgel von Dietrich Christoph Gloger (1766) |
| 1783–1786 | Belum                       | St. Vitus               |      | II/p    | 11       | Neubau von Rowan West (2001) hinter erhaltenem Prospekt |
| 1786      | Loxstedt                    | St.-Marien-Kirche       |      | II/P    | 23       | Weiterbau an der Orgel von Johann Matthias Schreiber (1767–71), die zum großen Teil erhalten ist |
| 1786      | Balje                       | St. Marien              |      |         |          | Verbrannt |
| 1786      | Beverstedt                  | Fabian und Sebastian    |      | II/p    | 18       | Reparatur der Orgel von Arp Schnitger (1709), von der nur noch Reste erhalten sind |
| 1786      | Stade                       | St. Wilhadi             |      | III/P   | 40       | Reparatur der Orgel von Erasmus Bielfeldt (1735) |
| 1788      | Grasberg                    | Grasberger Kirche       |      | II/P    | 21       | Aufbau der Orgel von Arp Schnitger (1693–1694) aus dem Hamburger Waisenhaus; Dispositionsänderung im Pedal → Orgel der Grasberger Kirche                                                                                    |
| 1788      | Ringstedt                   | St. Fabian              |      | I/P     | 13       | Neubau, von dem 9 Register erhalten sind; von Johann Hinrich Röver erweitert (II/P/18); Neubau durch Alfred Führer unter Verwendung der alten Register                                                                      |
| 1789      | Jork                        | St. Matthias            |      | III/P   | 34 (?)   | Reparatur der Orgel von Arp Schnitger (1679/1709); bis auf Gehäuse und Prospekt später ersetzt |
| 1791–1792 | Kirchditmold                | Kirche Kirchditmold     |      | II/P    | 18       | Neubau; Gehäuse erhalten |
| 1792      | Bülkau                      | St. Johannes der Täufer |      | II/P    | 22 (?)   | Instandsetzung der Orgel von Arp Schnitger (1679), von der nur noch der Prospekt erhalten ist |
| 1793–1794 | Berne                       | St. Aegidius            |      | II/P    | 26       | Umbau der Orgel von Hermann Kröger (1642) |
| 1794–1795 | Achim                       | St. Laurentius          |      | II/P    | 24       | Reparatur der Orgel von Arp Schnitger (1699); 1888 durch Neubau ersetzt |
| 1794–1795 | Bützfleth                   | St. Nicolai             |      | II/P    | 22       | Umbau der Orgel von Johann Werner Klapmeyer (1703–1705); Pfeifenwerk nicht erhalten |
| 1794–1795 | Altenesch                   | St.-Gallus-Kirche       |      | II/P    | 17       | Später mehrfach umgebaut (heute II/P/18); 12–13 Register von Wilhelmy original, Restaurierung 2007–2008 durch Winold van der Putten; beibehalten wurde der Subbaß 16' von 1861 (wahrscheinlich von Johann Claussen Schmid). |
| 1795–1796 | Schneverdingen              | Peter-und-Paul-Kirche   |      |         |          | Gehäuse erhalten |
| 1796–1798 | Lüdingworth                 | St.-Jacobi-Kirche       |      | III/P   | 35       | Reparatur der Orgel von Arp Schnitger (1682–1683), die im Wesentlichen erhalten ist → Orgel der St.-Jacobi-Kirche (Lüdingworth)                                                                                             |
| 1796–1798 | Selsingen                   | St. Lamberti            |      |         |          | Gehäuse erhalten |
| 1800–1801 | Cappel                      | St. Peter und Paul      |      |         |          | 1810 verbrannt; 1816 Orgel von Arp Schnitger aus Hamburg von Johann Georg Wilhelm Wilhelmy nach Cappel überführt → Orgel von St. Peter und Paul (Cappel)                                                                    |
| 1801      | Oederquart                  | St. Johannes            |      | III/P   | 28       | Reparatur der Orgel von Arp Schnitger (1682) und Johann Daniel Busch (1781); Pfeifeninnenwerk später ersetzt |
| 1801      | Himmelpforten               | St. Marien              |      | II/P    | 25       | Reparatur der Orgel von Hans Scherer dem Älteren (1587–1590) |
| 1806      | Oldendorf (Landkreis Stade) | St. Martin              |      | II/P    | 15       | Umbau der Orgel von Erasmus Bielfeldt/Dietrich Christoph Gloger (1730–1733) |

Darüber hinaus übernahm Wilhelmy 1776 die Pflege der Orgeln in Hamburg-Hamm und 1779 die Pflege der Orgel in Osten (Oste).